# Astronomisk kikare

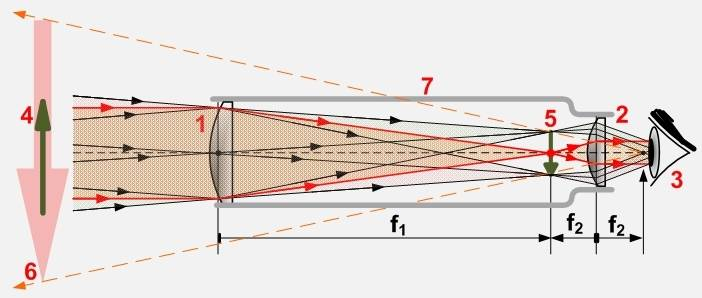
Strålgång i astronomisk kikare, där bilden syns inverterad.

En astronomisk kikare (refraktor) är ett teleskop uppbyggt av linser. Bilden blir inverterad.
En refraktor består av ett ljussamlande objektiv som har lång brännvidd och en lins med kortare brännvidd som kallas okular. Förstoringen blir i fokus av okularets och objektivets brännvidd.
Ju större linsen är desto mer ljus kan komma in och desto mer avlägsna och små föremål kan studeras. 
Refraktorteleskop används inte så mycket numera, eftersom det inte går att tillverka linser som är tillräckligt stora och samtidigt ger en bra bild. Små refraktorer används främst för att se ljusstarka objekt som planeter, kometer och stjärnor. Vanligare är spegelteleskop, s.k. reflektor, eller katadioptriska teleskop, som är en blandning av lins och spegel.

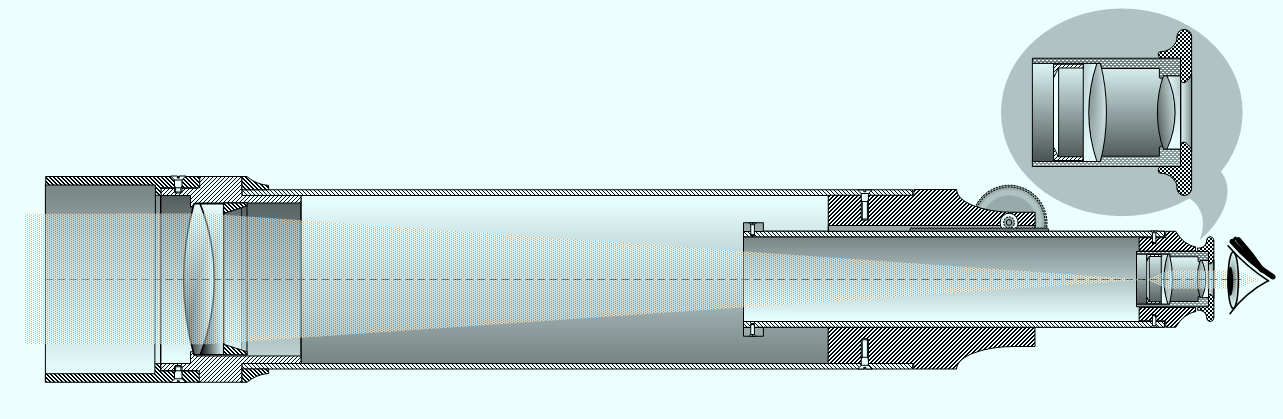
Astronomisk kikare (refraktor)

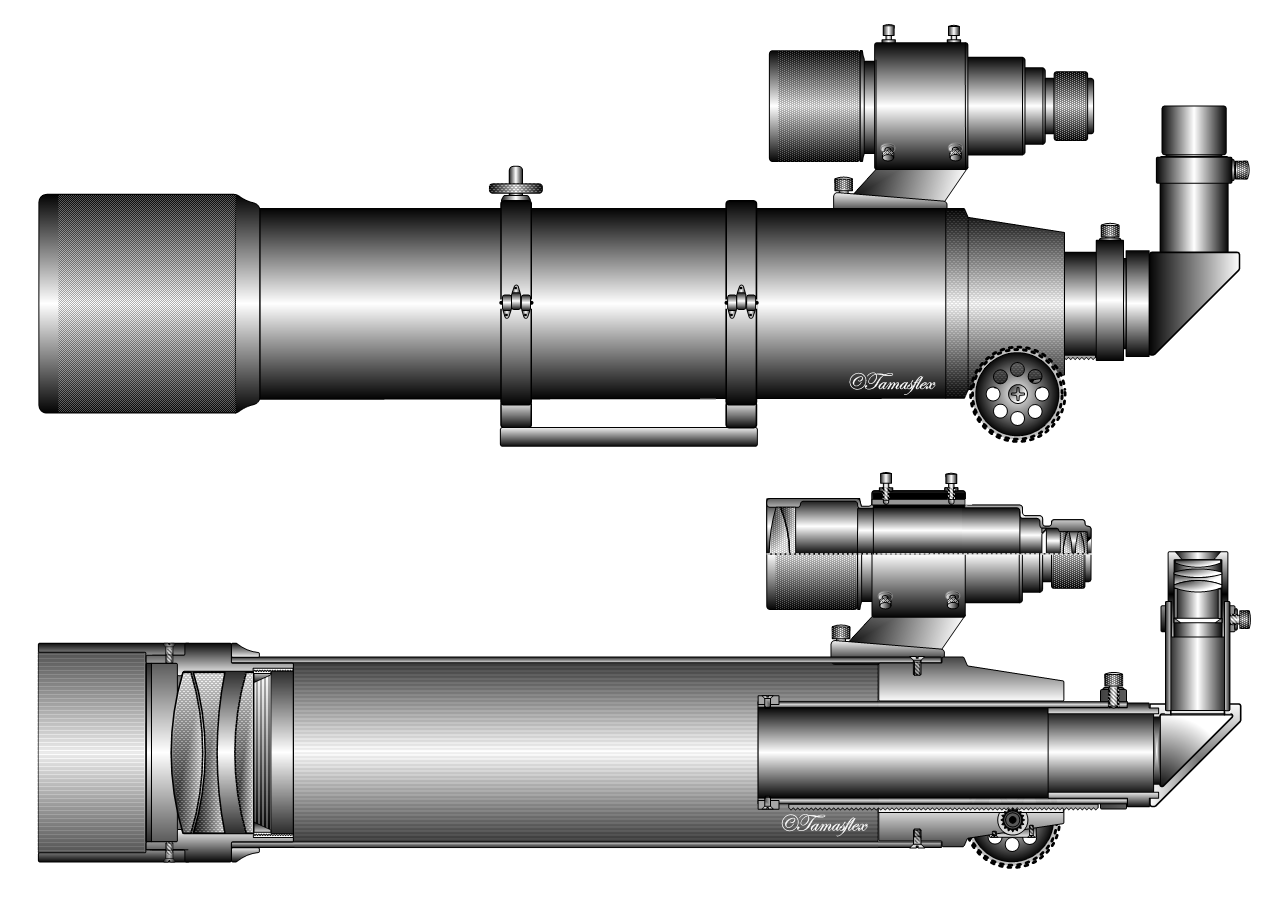
Astronomisk kikare.

Astronomisk kikare (refraktor)[http://upload.wikimedia.org/wikipedia/commons/7/78/PosterRefractorEq.png